# Szociális munka
Kezdetben a szociális munka és a szociálpolitika nem választható ketté, nem formalizáltan évezredek óta gyakorlat az emberek közötti segítségnyújtás, tudományágként azonban csak a 19. században jelent meg az ipari forradalom megindulásával.

## A szociális munka

### A szociális munka gyökerei azókorban:
Az ókori államokban (Róma, Görögország) a szociálpolitika és a szociális munka a polgárokra, a rabszolgákra és a gyerekekre irányultak. A törvények és a különböző egyesületek működésén keresztül valósult meg a segítés a Kr. e. V-IV. századtól. Ennek formái: egészségügyi ellátás, az elemi létfenntartás szükségleteinek biztosítása (élelmezés), hivatásos orvosok alkalmazása, közfürdők használata, hadirokkantak ellátása, veteránjáradék, gyámság intézménye, adósvédelem.

### Szociális munka aközépkorban:
Az állami szociálpolitika gyökerei kezdődtek el, megvalósítói az egyház, a céhek, a helyi kisközösségek és a földesurak. Az egyház a tömeges szegénység kezelésére vállalkozott, míg utóbbiak mikroszinten, az egyén illetve a családok szintjén igyekezett tenni valamit: a céhek szükség esetén segélyezték tagjaikat, a földesurak gondoskodtak cselédeikről. Szerzetesrendek betegápolással, tanítással, alamizsnaosztással foglalkoznak (bencések, ciszterciek, ferencesek, jezsuiták, irgalmasok, pálosok). A középkori szegénygondozásban megjelenik az érdemes/érdemtelen szegény fogalma, megkülönböztették azokat, akik tehetnek sorsukról és akik önhibájukon kívül kerültek nehéz helyzetbe.
- Német modell: nyílt szegénygondozás folyik, a „szociális munkások” felkutatják, látogatják a szegényeket, ispotályokat, árvaházakat hoznak létre számukra.
- Angolszász gyakorlat: zárt szegénygondozás, dologházakban megalázó munkavégzésre kényszerítik a szegényeket az ellátásért fejébe, melyet az 1601-es szegénytörvény előírt. Alapelve: „Aki nem dolgozik, ne is egyék!”

### XVII-XVIII. század:
Továbbra is a szegénypolitika jellemző, elsősorban a társadalom perifériájára szorult szegények gondozása zajlik nyílt és zárt gondozási formában, kizárólag a létfenntartás szükségleteire válaszolnak az intézkedések.
A szociális munkások három fontos készsége ebben az időben a törvények ismerete, szervezői készség, azon intézmények ismerete, ahova a szegényeket tovább lehet küldeni, illetve adatgyűjtés a szegények életkörülményeiről.

### XIX. század:
A modern szociálpolitika kezdete, a gyáripar és a munkáskérdés megjelenésével megjelenik a társadalombiztosítás, két fő formája a német és a skandináv modell.
- Német modell (Bismarck): Ez a társadalombiztosítási rendszer segélyezés helyett bevezeti a jogosultságot, biztosításon alapuló pénzügyi ellátási rendszer. Érvényesül az ekvivalencia elve: a befizetések megegyeznek a kifizetésekkel. A jogosultak a munkavállalók, akik korábban befizettek, a forrásokhoz a munkaadók is hozzájárultak. A szervezete az államigazgatástól elkülönített.

- Skandináv modell: Alapelve a szolidaritás. Jogosultak a rászorultak, melyet nem kötnek feltételhez, kiterjesztik a társadalomra. A társadalombiztosítás forrása az adókból táplálkozik, állampolgári jogon jár, az államigazgatás szerves részét képezi.

Először 1883-1900 között baleseti, betegségi/rokkantsági, és öregségi biztosítások voltak, később jelentek meg a munkanélküliség elleni biztosítások és a családi pótlék. A létfenntartáson túl már az elismert kockázatokkal szembeni védelem is megjelenik.
A szociális munka fejlődik, 1883-ban Londonban Samuel Barnett és felesége otthonaikban szegényeket látogattak, ún. „barátságos látogatók” voltak. Úgy gondolták, adományok helyett segítséget kell kapniuk, mely által megszervezhetik életüket úgy, hogy maguk jussanak hozzá a javakhoz. Cél volt képzést, munkalehetőséget biztosítani alamizsna helyett. Egyetemi telepet hoztak létre, ahol az egyetemisták beköltözhettek a szegények közé, taníthatták őket és tanulhattak tőlük, elindult a settlement (letelepedés, berendezkedés) mozgalom. Cél a társadalmi egyenlőtlenségek mérséklése és a felsőbb rétegek szemének felnyitása volt. Több kritika érte őket, ezeket a telepeket a társadalomtudósok kísérletező helyének titulálták a bírálóik.
1888-ban Jane Addams létrehozta az észak-amerikai szociális settlementeket Barnettéké mintájára, a Hull House közösségi házat Chicago szívében. Alapítói fiatal, diplomás nők voltak, akik emberszeretetből hozták létre a telepeket. Részt vettek a fiatalkorúak bíróságának, a munkavédelmi törvényeknek és a környezetszennyezés elleni küzdelmeknek megszervezésében.
Az USA-ban 1877-ben alapították a Charity Organisation Societyt (Jótékonyságszervező Társaságot), melynek célja a szegénység felderítése volt, a szervezet a korábbi „barátságos látogatók” gyakorlatára támaszkodott. 1889-től a szervezet tagja lett Mary Richmond is.

### XX. század:
Az Amerikai Egyesült Államokban fejlődik ki a mai értelemben vett professzionális szociális munka, mely Mary Richmond nevéhez köthető. Ekkor a diagnosztikai iskola jellemző, mely a freudi gyökerekből táplálkozik, Richmond nevéhez fűződik. Ennek lényege, hogy a probléma a kliensben van, melyet a szakember képes felismerni, orvosolni.
Richmond 1917-ben megírta a Társadalmi Diagnózis c. könyvet, melyben kifejlesztette az esetmunka alapjait, szót ejtett az első interjúról, a kapcsolatfelvétel módjáról, az együttműködésről. 1922-ben tankönyvet jelentetett meg Mi az eseti szociális munka? címmel. Szerinte a társadalom nemcsak közeg, hanem az emberi fejlődés forrása is lehet. Az ember szerinte tanulékony, tanulni akaró lény, a szociális munkás feladata a nevelés, hogy az egyén alkalmazkodni tudjon a környezetéhez, a társadalomhoz. Úgy gondolta, az egyén szegénysége az élettörténetén és a társadalmi hatásokon múlik.

## A szociális munka története Magyarországon
A szociális munka magyarországi története a szocializmusig a nemzetközihez hasonlóan fejlődött. Az 1900-as évek elején az iparosodás és az urbanizáció következtében nagyobb méreteket öltő szegénység jelentette a legnagyobb társadalmi gondot.
- 1905-ben létrejött a szegénygyám intézménye, a fővárosi szociális munkások felkeresték a szegényeket és véleményezték a segélyezési javaslatokat a látogatások alapján.
- 1912-ben Erődi-Harrach Béla vezetésével megalakult a Főiskolai Szociális Telep, az első magyar settlement, ahol közösségi szociális munkát végeztek előadásokkal, tanácsadással, munkaközvetítéssel.
- Az első világháború idején a szociális szolgáltatások a kor viszonyaihoz igazodtak: a Városi Népsegítő Iroda csomagokat küldött a frontvonalakra, az árvákat, özvegyeket segélyezte, tanácsadással foglalkozott.
- A trianoni békeszerződéssel teljes közigazgatási összeomlás következett be, krízis alakult ki, határmenti kisközösségek, családok hullottak szét, elszabadult az infláció, a munkanélküliség, lakáshiányok léptek fel, nagy lett a migráció. Ezek a problémák nélkülözhetetlenné tették a professzionális segítést, a szociális munka ismét az elszegényedés problémájára összpontosított.
- P. Oslay Oswald, ferences rendfőnök kidolgozta az ún. Egri Normát, a nyílt szegénygondozás egyik módszerét. Szegénygondozó bizottság gyűjtötte és osztotta szét az adományokat, munkalehetőséget biztosítottak a rászorulóknak, és megjelent a pszichológiai gondozás is.
- Csorna Kálmán 1930-ban rendszerezte a szociális munka addigi tapasztalatait, felvázolta a szociális ellátórendszert életkor szerint (anya- és csecsemővédelem, gyermekvédelem, felnőttvédelem).
- Esztergár Lajos termelőszövetkezeteket hozott létre, ahol a munkanélküli lakosság aktívan részt vehetett a javak előállításában, ezzel biztosíthatta önmaga és családja megélhetését.
- Az 1930-as évektől a szociális munkában új paradigma hódított, a családvédelem és a családgondozás. 1940-ben létrejött az Országos Nép- és Családvédelmi Alap (ONCSA), mely a családvédelem pénzügyi hátterét biztosította.
- Az államszocializmus időszakában az uralkodó ideológia szerint a szociálpolitika és a szociális munka szükségtelenné vált, mivel „a népi demokrácia minden tette szociálpolitika”. Megkezdődött a szociális munka leépítése, beolvasztása az egészségügybe.
- 1960-ban létrejött a Nevelési Tanácsadó, mely a szociális munka új csírájának tekinthető.
- 1972-ben a családgondozó munkakör létrejöttével a szociális munka újjászületett, a családgondozók a szociális munka eszközeit alkalmazva családlátogatással, konzultációval foglalkoztak.
- 1980-ban szociológusokból és szociális munkásokból álló Szegényeket Támogató Alap alakult. Ebben az időszakban kezdték kutatni a társadalmi beilleszkedési zavarokat, melynek köszönhetően az 1980-as évek közepén létrejöttek a családsegítő központok, melyek családgondozást, egészségügyi, mentálhigiénés feladatokat láttak el. Szociális munkás szakma ekkor még hivatalosan nem létezett, így orvosok, pedagógusok, jogászok végezték a tevékenységet. Esetmegbeszélő műhelyek alakultak, melyek hozzájárultak a szakma későbbi kialakulásához.
- 1985-ben nagy áttörés volt a posztgraduális szociálpolitikus képzés megindulása.
- 1989-ben a rendszerváltozással a szociális szakmák legalizálódtak, megindultak a felsőfokú szociális képzések, elsőként 1989-ben Szekszárdon az általános szociális munkás képzés, majd Pécsett 1991-ben. 1990-ben kialakították az ún. soproni minimumkövetelményeket, a szociális munkás képzés tananyagát, standardjait.
- A rendszerváltás után megindul a szociális törvényalkotási folyamat: 1993. évi III. törvény a szociális igazgatásról és a szociális ellátásokról; 1997. évi XXXI. törvény a gyermekek védelméről és a gyámügyi igazgatásról.

## A szociális munka fogalma
A szociális munka az alkalmazott társadalomtudományok közé sorolt professzionális segítő tevékenység, mely elősegíti a társadalmi fejlődést, az egyének, csoportok, közösségek működésének javítását, helyreállítását, problémáinak megoldását. Segíti a hatalomtól megfosztottak hatalomban való részesedését, a nagyobb társadalmi jólét és jól-lét elérését, melyhez igyekszik kedvezőbb társadalmi feltételeket teremteni.
Az emberi jogok és a társadalmi igazságosság, esélyegyenlőség elvei alapvetőek a szociális munkában.
A szociális munka az egyén és a környezete közötti kölcsönhatásokkal foglalkozik. Feladata, hogy képessé tegye az embereket lehetőségeik minél teljesebb kiaknázására, javítsa az életszínvonalukat és megelőzze és kezelje a hibás működést, a devianciát. A szociális munkások a változás előmozdítói a társadalom és az egyén, a család és a szűkebb közösség életében. A szociális munka az értékek, elméletek és a gyakorlat egymással szorosan összekapcsolódó rendszere.
- Értékek: A szociális munka humanitárius és demokratikus, értékei az egyenlőség és az emberi méltóság tiszteletén alapulnak.  Az emberi jogokat tiszteletben tartja, társadalmi igazságosságra törekszik. A szociális munkás szakmai szolidaritást vállal a hátrányos helyzetűekkel, küzd a szegénység ellen, segíti az elnyomottakat helyzetük javításában.
- Elmélet: A szociális munka módszertana részben kutatásokból, részben a gyakorlat értékeléséből származnak, a pszichológia, az antropológia, a jog, a szociológia, a kommunikáció, a közgazdaságtan és az egészségtudományok ismeretei adják a szociális munka elméleti bázisát.
- Praxis: Válságokra és szükséghelyzetekre, valamint a mindennapi személyes és társadalmi problémákra válaszol. A gyakorlat része a személyes és társadalmi problémák kiküszöbölése, orvoslása, a helyreállítás, a rehabilitáció, a megelőzés. A beavatkozások magukban foglalják az intézményi adminisztrációt, a közösségszervezést, a társadalmi, politikai akciókhoz való kapcsolódást, tanácsadást, pszichológiai konzultációt, kutató-oktató tevékenységet, információnyújtást, érdekérvényesítést, szemléletformálást is. A szociális munka gyakorlatában a prioritások az egyes társadalmakban a kulturális, történelmi és szocioökonómiai helyzettől függően változnak.

## A szociális munka célcsoportjai
Azokat az embereket, családokat, csoportokat, akik a szociális munkás segítségét igénybe veszik, klienseknek vagy ügyfeleknek nevezzük. Általában igaz, hogy klienssé válhat bárki, aki segítségre szorul illetve segítséget kér.

## A szociális munka területei
- Gyermekvédelem, ifjúságsegítés
- Hajléktalanellátás
- Szenvedélybetegekkel folytatott szociális munka
- Pszichiátriai betegekkel folytatott szociális munka
- Idősgondozás
- Utcai szociális munka
- Bűnelkövetőkkel folytatott szociális munka
- Iskolai szociális munka
- Családokkal folytatott szociális munka
- Közösségi szociális munka
- Fogyatékossággal élőkkel, megváltozott munkaképességűekkel végzett szociális munka
- Kórházi szociális munka

Lásd még: szociális intézmények

## Szociális munkások képzése
Szociális munkás képzés főiskolai (4 éves) és egyetemi (5 éves) szinten valósult meg. A bolognai folyamat bevezetése óta az alapszak (BSc képzés) 3,5 éves, melyből 3 év az egyetemen zajlik, 0,5 év terephelyen, valamely szociális intézményben gyakorlat formájában. A mesterképzés (Msc) 2 éves, az alapszak elvégzése után teljesíthető.
Szociális munkás képzés Magyarországon:
- Debreceni Egyetem Bölcsészettudományi Kar
- Debreceni Egyetem Egészségügyi Kar
- Eötvös Loránd Tudományegyetem Társadalomtudományi Kar
- Gál Ferenc Főiskola Archiválva 2016. július 10-i dátummal a Wayback Machine-ben Egészség- és Szociális Tudományi Kar
- Károli Gáspár Református Egyetem Gazdaságtudományi, Egészségtudományi és Szociális Kar
- Kodolányi János Főiskola
- Pécsi Tudományegyetem Bölcsészettudományi Kar
- Pécsi Tudományegyetem Egészségtudományi Kar
- Pécsi Tudományegyetem Illyés Gyula Főiskolai Kar
- Széchenyi István Egyetem Apáczai Csere János Kar
- Szegedi Tudományegyetem Egészségtudományi és Szociális Képzési Kar
- Szent István Egyetem Alkalmazott Bölcsészeti Kar
- Veszprémi Érseki Hittudományi Főiskola
- Wesley János Lelkészképző Főiskola
- Országos Rabbiképző–Zsidó Egyetem, Budapest